# Eudicella tetraspilota
Eudicella tetraspilota ist ein Käfer aus der Unterfamilie der Rosenkäfer (Cetoniinae). Die Art wird, wie auch andere Eudicella-Arten, von Liebhabern in Terrarien gehalten.

## Merkmale
Die Käfer erreichen eine Körperlänge von 25 bis 40 Millimetern. Die Männchen sind stets größer als die Weibchen und gut an ihrem roten, y-förmig gegabelten Horn zu erkennen, das am Kopfende entspringt. Das gegabelte Kopfhorn ist bei den Männchen aller Eudicella-Arten mehr oder weniger stark ausgebildet und damit typisch für die gesamte Gattung.
Der Körper des Käfers ist grün bis grün-bronzefarben oder olivgrün, gelegentlich auch braun oder rötlich gefärbt. Die Farbe des Halsschildes ist meist grün oder grün-bronze, sie ist aber sehr variabel und kann auch braun, rötlich oder dunkel grauschwarz sein. Der Halsschild ist grob punktiert und matt, manchmal deutlich aufgeraut. Die Elytren (oder Deckflügel) sind überwiegend hell bis dunkelbraun, meist mit je einem dunklen Punkt oder Flecken vorn (humeral) und nahe der Spitze (apikal), die selten verdoppelt sein oder ganz fehlen können. Die Naht der Flügeldecken weist einen dünnen schwarzen Saum auf. Sie sind undeutlich reihig punktiert. An den Beinen sind die Schenkel (Femora) ähnlich wie der übrige Körper gefärbt, sie können aber auch rotbraun gegen den grünlichen Rumpf abstechen. Die Tibien (Schienen) der Hinterbeine sind rotbraun, die der Mittel- und Vorderbeine können auch braun oder schwarz sein. Die Tarsen (Fußglieder) sind braun oder schwarz. Die Hinterflügel sind teils glasklar (hyalin), weisen aber fast immer rauchig getrübte Bänder oder Anteile auf.
Die Art ist in der Färbung recht variabel und allein anhand von Färbungsmerkmalen nicht sicher von anderen Vertretern der Gattung unterscheidbar. Die Bestimmung beruht vor allem auf der Form des Kopfhorns bei den Männchen. Die Äste des gegabelten Horns sind bei Euthalia tetraspilota immer abgeflacht. Die Äste weisen niemals eine Zähnelung auf. Bei der Unterart tetraspilota sind sie lang und deutlich auseinanderstrebend, ihre Spitzen nach außen oder zurückgebogen nach hinten zeigend. Bei der Unterart euthalia sind sie wenig auseinanderstrebend und merklich kürzer.
Die Larven erreichen eine Körperlänge von bis zu 55 Millimetern.

## Verbreitung
Die Unterart tetraspilota wurde gefunden in Angola, der Republik Kongo (Brazzaville), der Demokratischen Republik Kongo (Zaire) und Sambia. Die Unterart euthalia wird angegeben für den Süden Angolas, den Osten der Demokratischen Republik Kongo, Ruanda und Burundi, Uganda, Tansania, Kenia, Malawi, Simbabwe, Mosambik und den Norden Namibias; Angaben aus der Republik Südafrika sind zweifelhaft.

## Fortpflanzung
Die Weibchen legen zwischen 50 und 70 Eier, aus denen nach etwa einem Monat die Larven schlüpfen. Diese benötigen für ihre Entwicklung bei Temperaturen von 25 bis 27 °C etwa 5 bis 6 Monate, bevor sie sich verpuppen. Nach weiteren ein bis zwei Monaten schlüpft dann der vollentwickelte Käfer aus der Erde. Die Imagines werden etwa drei Monate alt. Die Entwicklungszeit ist, im Terrarium, stark von der Temperatur abhängig. Sie dauert bei 21 °C etwa 24 Wochen, bei 27 bis 30 °C nur noch 17 Wochen.

## Systematik
Die Systematik und Taxonomie der Art, wie der gesamten Gattung, war bis zur Revision durch den italienischen Entomologen Michele de Palma im Jahr 2009 verworren. Der Franzose Vincent Allard hatte in seiner Bearbeitung der Tribus Goliathini, basierend vor allem auf Material von Züchtern und Hobbysammlern, fast ausschließlich aufgrund von Färbungsmerkmalen zahlreiche Unterarten aufgestellt, deren Berechtigung schon 1993 durch den Südafrikaner Erik  Holm in Frage gestellt wurde. De Palma stellte die Eudicella smithi sensu Allard (nec. MacLeay 1838) mit einer Reihe von Unterarten zur Nominatform von Eudicella tetraspilota, die Eudicella euthalia von Allard und anderen als Unterart zu dieser Art. Auch die von Züchtern viel gehaltene Form, die von Allard Eudicella smithi berterandi Faimaire genannt worden war, gehört nun zu Eudicella tetraspilota euthalia.
Es werden nun noch zwei Unterarten unterschieden:
- Eudicella tetraspilota tetraspilota Harold, 1879
- Eudicella tetraspilota euthalia (Bates, 1881) (ursprüngliche Namenskombination Ceratorrhina euthalia)

Die Gattung Eudicella im engeren Sinne umfasst, je nach Auffassung, knapp 20 Arten. Wenn, der Auffassung von Holm folgend, die Gattung Cyprolais als Untergattung aufgefasst wird, kommen noch einmal gut 10 Arten hinzu.